# Spermidin
Spermidin, auch Monoaminopropylputrescin genannt, ist ein biogenes Polyamin. In Säugetierzellen und Bakterien entsteht es aus Putrescin durch Übertragung einer Aminopropylgruppe von decarboxyliertem  S-Adenosylmethionin, katalysiert durch Spermidin-Synthase. Durch Übertragung einer weiteren Aminopropylgruppe mit Hilfe von Spermin-Synthase entsteht daraus Spermin. Die Polyamine sind unverzichtbare und allgemein verfügbare Bestandteile von eukaryonten Zellen, zuständig für deren normales Wachstum und Entwicklung.
Die Namen Spermidin und auch Spermin sind von der männlichen Samenflüssigkeit abgeleitet. Sie wurden von Philipp Schreiner 1870 erstmals aus Sperma isoliert und 1878 unter dem Titel Ueber eine neue organische Basis in thierischen Organismen in Justus Liebigs Annalen der Chemie veröffentlicht. Spermin und Spermidin prägen den typischen Geruch von Sperma.

## Katabolismus und Interkonversion
Die Decarboxylierung von Ornithin, katalysiert durch die Ornithindecarboxylase, ist nicht der einzige Entstehungsweg von Putrescin in tierischem Gewebe. Das zelluläre Spermin wird zurückverwandelt in Spermidin, das selbst weiter zu Putrescin abgebaut wird. Verantwortlich für diesen kontrollierten Katabolismus sind das Enzym Spermin/Spermidin-N1-acetyltransferase (SSAT) sowie das peroxysomale, FAD-abhängige Enzym Polyamin Oxidase (PAO). Dabei wird zunächst das primäre Amin der Propylgruppe zum N1-Acetylspermidin/(-spermin) acetyliert; anschließend wird unter oxidativer Abspaltung von Acetamidopropanal Putrescin/(Spermidin) freigesetzt. Während die Aktivität der PAO in den meisten Körperzellen hoch ist, unterliegt die Aktivität der SSAT hormoneller Kontrolle und variiert in Abhängigkeit von der zellulären Polyaminkonzentration. In Anbetracht der kritischen Rolle der Polyamine für normales und neoplastisches Zellwachstum ist die SSAT mit zuständig für eine angepasste Polyamin-Homöostase und sie kontrolliert den Polyamin-Stoffwechsel. Die SSAT ist deshalb der geschwindigkeitsbestimmende Schritt beim zellulären Abbau der Polyamine. Das so wiedergewonnene Putrescin steht in der Zelle für die Neusynthese von Spermidin und Spermin ebenso zur Verfügung wie das aus Ornithin ebenfalls in Abhängigkeit von der Polyaminkonzentration neu gebildete Putrescin. Man spricht deshalb von einem „Interkonversions-Zyklus“ der Polyamine. Beim oxidativen Abbau der N1-Acetylpolyamine durch PAO entsteht außerdem H2O2. Vermehrter Polyaminabbau durch eine deregulierte, erhöhte SSAT-Aktivität setzt die Zelle unter oxidativen Stress. Eine wie SSAT induzierbare Spermin-Oxidase (SMOX) kann den oxidativen und potentiell mutagenen Stress noch zusätzlich verstärken. Diese Effekte können durch den begleitenden Verbrauch von zellulärem Acetyl-Coenzym A außerdem noch potenziert werden.

## Biochemische und physiologische Wirkung
Spermidin kommt in allen lebenden Organismen und in allen Körperzellen vor und ist eng mit dem Zellwachstum verbunden. Seine physiologische Funktion als Polykation in wachsenden Zellen ist die Stabilisierung von räumlichen Strukturen der Ribo- und Desoxyribonukleinsäuren  und von Proteinen. Die Menge von Spermidin im Organismus erhöht sich bei einer Beschleunigung des Stoffwechsels. Bei einer Verlangsamung des Stoffwechsels geht die Produktion von Spermidin zurück.  Die Verringerung der Polyaminsynthese durch spezifische Hemmung der Ornithindecarboxylase führt zu einem Wachstumsstopp von Krebszellen und Tumoren.
Spermidin induziert die Autophagozytose durch Enzymhemmung der Acetyltransferase EP300. Als weitere potentielle Mechanismen wurden unter anderem transkriptionelle Effekte, eine Stabilisierung des mikrotubuli-assoziierten Proteins 1S sowie eine Modulierung des mTOR-Signalwegs beschrieben.

## Vorkommen beim Menschen
Im Blut Erwachsener schwankt die Konzentration von Spermidin im Mittel zwischen 6,56 und 10,3 µmol/l (0,95 und 1,5 mg/l). „Spermin und Spermidin können nicht in allen Plasmaproben nachgewiesen werden.“ Zum Vergleich: Der Spermidingehalt in menschlichem Samenplasma (zellfreies Ejakulat) beträgt 15 bis 50 mg/l (Mittelwert 31 mg/l). Im Sperma beträgt die Spermidin-Konzentration etwa 14,5 mg/l.

## SARS-CoV-2
Virologen der Charité Berlin um Christian Drosten konnten zeigen, dass in humanen Lungenzellen, die mit SARS-CoV-2 infiziert waren, sowohl die Spermidinkonzentration als auch die Autophagocytose vermindert ist. In Gegenwart von zugesetztem Spermidin war die Viruslast der Zellen um 85 % reduziert. Weiterhin konnten die Forscher zeigen, dass gesunde, mit Spermidin vorbehandelte Zellen, vor einer Infektion geschützt waren. Die Virusvermehrung war in diesen Zellen um 70 % reduziert. Den Autoren zufolge bieten sich damit neue Ansätze für Therapie und Prävention. Bislang fehlen allerdings aussagekräftige Studien an Menschen, und es ist nicht bekannt, ob sich wirksame Gewebekonzentrationen durch die orale Zufuhr von Spermidin praktisch überhaupt erreichen lassen.

## Autophagocytose
Spermidin wirkt verstärkend auf die Autophagozytose, einen zellulären Prozess, der für die allgemeine Zellaktivität von Proteinen sowie für die Funktion der Mitochondrien und Kardiomyozyten (Herzmuskelzellen) wesentlich ist.  In Mäusen konnte gezeigt werden, dass Spermidin vor kardiovaskulären Erkrankungen schützt und damit zur Lebensverlängerung beitragen kann. Es verzögert die Herzalterung, indem es die diastolische Funktion verbessert. Im Tierversuch wurde gezeigt, dass Hypertonie, ein wesentlicher Verursacher von Herzinsuffizienz, durch Spermidin gesenkt wird. Spermidin verringerte dabei die pulmonale bzw. systemische Flüssigkeitsansammlung, die für Herzinsuffizienz charakteristisch ist. Bei den Versuchen wurde auch eine protektive Wirkung auf die Nierenfunktion erkannt. Die Aufnahme von Spermidin in entsprechender Ernährung korrelierte umgekehrt zum Vorkommen der Herzinsuffizienz. In den Untersuchungsgruppen (Hoch- bzw. Niedrigaufnahme) war das Erkrankungsrisiko der Hochaufnahmegruppe um 40 Prozent reduziert.
Die Konzentration an körpereigenem Spermidin nimmt zudem beim Altern ab. „Spermidin induziert bei Hefen, Fliegen und Würmern eine durch Autophagie vermittelte Verlängerung der Lebenserwartung. Der Spermidinspiegel sinkt  im Laufe des Lebens bei fast allen Organismen, auch dem Menschen; ausgenommen sind davon nur die Hundertjährigen. Die orale Gabe von Spermidin und die Heraufregulation der bakteriellen Polyaminproduktion im Darm verlängern die Lebenserwartung in Mausmodellen.“
An einer internationalen klinischen Untersuchung über einen zwanzigjährigen Beobachtungszeitraum (1995–2015) nahmen 829 zwischen 45 und 84 Jahre alte Menschen (Männeranteil bei 50 Prozent) teil. Dabei wurde die Aufnahme von Spermidin in den Ernährungsgewohnheiten dieser Personengruppe regelmäßig protokolliert. In diesem Zeitraum starben 341 der Personen, und zwar 40,5 Prozent von ihnen im unteren Drittel der Spermidinaufnahme, 24 Prozent im mittleren und 15 Prozent im oberen Drittel. Damit hatten die Probanden mit der höchsten Nahrungsaufnahme von Spermidin ein um 5,7 Jahre verlängertes Leben im Vergleich zur Gruppe mit der geringsten Aufnahme. Nach Korrektur für Alter, Geschlecht und Kalorienzufuhr betrug das Mortalitätsrisiko im Verhältnis noch 48, 41 und 38 Prozent.
Im Tierversuch an Fruchtfliegen hatte sich gezeigt, dass eine Zufuhr von Spermidin durch die Nahrung bei diesen Insekten einer experimentellen Demenz entgegenwirkt. (Originalartikel) In einer 2018 durchgeführten randomisierten kontrollierten Studie konnte gezeigt werden, dass eine Spermidin-Supplementation über einen Zeitraum von drei Monaten bei der Behandlungsgruppe die Gedächtnisleistung moderat verbesserte.
Die vorhandenen wissenschaftlichen Belege reichen allerdings nicht aus, um spermidinhaltigen Nahrungsergänzungsmitteln beim Menschen einen Nutzen zur Prophylaxe von Alterserscheinungen zuzuschreiben. Auch die Verbraucherzentrale sieht einen Mangel von Nachweisen für den gewünschten Longevity-Effekt und warnt vor zu hohen Erwartungen bei einseitiger Ernährung.

## Verträglichkeit und Nebenwirkungen
In einer dreimonatigen Phase-II-Studie mit einem Pflanzenextrakt, der reich an Spermidin war, konnte bei einer Dosis von 1,2 mg pro Tag eine gute Verträglichkeit an älteren kognitiv beeinträchtigten Menschen festgestellt werden. Im Vergleich dazu liegen im Tiermodell Farbmaus die Dosen, bei denen ein Autophagie-stimulierender Effekt gemessen werden konnte, bei 50 mg/kg Körpergewicht und intraperitonealer Verabreichung. Bei einem Zehntel der Dosis war dieser Effekt erheblich schwächer ausgeprägt.

## Vorkommen in Nahrungsmitteln
Nahrungsmittel mit hohem Spermidingehalt sind Vollkorn bzw. Weizenkeime, gereifter Käse, Pilze, Sojaprodukte und Hülsenfrüchte. Spermidin kommt außer in tierischem Gewebe auch in Hefen vor.
| Nahrungsmittel              | Spermidin mg/kg | Anmerkungen |
| --------------------------- | --------------- | ----------- |
| Weizenkeime                 | 243             | [ 38 ]      |
| Sojabohnen, getrocknet      | 207             | Japan       |
| Cheddarkäse, 1 Jahr gereift | 199             | UK          |
| Sojabohnen, getrocknet      | 128             | Deutschland |
| Kürbiskerne                 | 104             | Österreich  |
| Pilze                       | 89              | Japan       |
| Reiskleie                   | 50              | [ 36 ]      |
| Hühnerleber                 | 48              | [ 36 ]      |
| Erbsen                      | 46              | [ 36 ]      |
| Mango                       | 30              | [ 36 ]      |
| Kichererbsen                | 29              | [ 36 ]      |
| Blumenkohl (gekocht)        | 25              | [ 36 ]      |
| Brokkoli (gekocht)          | 25              | [ 36 ]      |